# Кутьки (Вілейський район)
Кутьки (біл. вёска Куцькі) — село в складі Вілейського району Мінської області, Білорусь. Село підпорядковане Осиповицькій сільській раді, розташоване в північній частині області.